# Seixanta cridaners
Els seixanta cridaners (en anglès:Shrieking Sixties, o Screaming Sixties, són els vents que es troben en les latituds per sota del 60°S—prop de l'Antàrtida. Estan estretament relacionats amb els patrons de temps metorològic que es troben a la regió. Aquí els vents i les aigües encerclen el globus terrestre entre l'Antàrtida i Terra del Foc amb poca obstrucció per les masses de terra, portant a extrems en velocitat del vent i altura de les onades.